# Charron, Charente-Maritime
Charron är en kommun i departementet Charente-Maritime i regionen Nouvelle-Aquitaine i västra Frankrike. Kommunen ligger  i kantonen Marans som ligger i arrondissementet La Rochelle. År 2022 hade Charron 2 014 invånare.

## Befolkningsutveckling
Antalet invånare i kommunen Charron
Referens:INSEE